# Titeuf : Ze Gag Machine
Titeuf : Ze Gag Machine est un jeu vidéo d'action, édité par Infogrames et développé par 3D Light Team, commercialisé le 29 novembre 2002 en Amérique du Nord et le 6 décembre 2002 en Europe, sur la console portable Game Boy Advance. Comme pour le premier jeu vidéo commercialisé en 2001 sur Game Boy Color, Titeuf : Ze Gag Machine s'inspire de la série animé (d’après la bande dessinée éponyme créée par l'auteur suisse Zep). Fin 2002, Infogrames dévoile sa liste de jeux prévus dans laquelle Ze Gag Machine figure.

## Système de jeu
Le joueur incarne le personnage de Titeuf participant à divers stages dans lesquels il doit piéger divers autres personnages (ex. la maîtresse d'école ou le concierge) tirés de l'univers de la bande dessinée, à l'aide d'objets ramassés par terre, pour passer aux niveaux suivants. Cependant, le joueur doit veiller à ne pas se faire attraper et d'anticiper les réactions des personnages qu'il a piégés. Le personnage peut déposer des éléments récupérés dans le décor au sol, marcher à tâtons pour mieux surprendre les victimes, ou encore faire un sprint lorsqu'il est repéré par les personnages piégés.

## Accueil
Le jeu est très moyennement accueilli par le magazine Joypad avec une note de 4,5 sur 10. Puissance Nintendo attribue une note de 10 sur 20 notant que « Titeuf est un jeu moyen, destiné aux plus jeunes et aux lecteurs de la BD. Jeu très moyen mais dont certains sauront être accros. »